# Bob-Europacup 2018/19
Die Saison 2018/19 ist die 14. Saison vom Bob-Europacup, welcher von der IBSF organisiert und veranstaltet wird. Diese Rennserie bildet gemeinsam mit dem Nordamerikacup 2018/19 den Unterbau des Weltcups 2018/19. Die Saison begann 3. Dezember 2018 mit den ersten Training für die Europacup-Rennen in Altenberg und endete mit den Zweierbob-Rennen der Männern am  26. Januar 2019 in Sigulda. Die Ergebnisse der jeweils acht Saisonrennen an fünf verschiedenen Wettkampforten flossen in das IBSF Bob-Ranking 2018/19 ein.
Im Zweierbob der Damen sicherte sich die Russin Alena Ossipenko die Gesamtwertung vor der deutschen Laura Nolte und der Schweizerin Eveline Rebsamen. Im konnte sich Patrick Baumgartner aus Italien vor den beiden deutschen Bobsportlern Jonas Jannusch und Richard Oelsner die Gesamtwertung sichern. Richard Oelsner sicherte sich neben den Zweierbob- auch den Kombinations-Gesamtsieg. Auf dem zweiten und dritten Platz lagen in der Zweierbob-Gesamtwertung der Schweizer Simon Friedli und der Rumäne Mihai Țentea. In der Kombinationswertung belegte der Russe Rostislaw Gaitjukewitsch den zweiten und Jonas Jannusch den dritten Platz.

## Veranstaltungen

### Europacup in Altenberg
Zwischen den 3. und 8. Dezember startete die Saison 2018/19 des Bob-Europacups in Altenberg. Auf der Rennschlitten- und Bobbahn Altenberg wurde jeweils ein Zweierbob-Rennen der Frauen und der Männer sowie ein Vierbob-Rennen ausgetragen.
| Disziplin        | Datum            | Erster Platz                                                 | Zweiter Platz                                                         | Dritter Platz                                                             |
| ---------------- | ---------------- | ------------------------------------------------------------ | --------------------------------------------------------------------- | ------------------------------------------------------------------------- |
| Zweierbob Frauen | 7. Dezember 2018 | KanadaChristine de Bruin Kristen Bujnowski                   | DeutschlandLaura Nolte Lena Zelichowski                               | DeutschlandChristin Senkel Tamara Seer                                    |
| Zweierbob Männer | 6. Januar 2019   | FrankreichRomain Heinrich Dorian Hauterville                 | DeutschlandJohannes Lochner Christian Rasp                            | DeutschlandJonas Jannusch Christian Jagusch                               |
| Zweierbob Männer | 7. Januar 2019   | DeutschlandJohannes Lochner Florian Bauer                    | DeutschlandRichard Oelsner Philipp Knötzsch                           | RumänienMihai Țentea Nicolae Ciprian Daroczi                              |
| Viererbob        | 8. Januar 2019   | KanadaJustin Kripps Cam Stones Ryan Sommer Benjamin Coakwell | DeutschlandRichard Oelsner Philipp Knötzsch Eric Strauß Costa Laurenz | DeutschlandJonas Jannusch Benedikt Hertel Christian Jagusch Bastian Heber |

### Europacup in Königssee
Zwischen den 9. und 16. Dezember 2018 machte der Europacup 2018/19 Station in Königssee und auf der Kunsteisbahn Königssee wurden jeweils zwei Zweierbob-Rennen der Frauen und der Männer sowie zwei Vierbob-Rennen ausgetragen.
| Disziplin        | Datum             | Erster Platz                                                                | Zweiter Platz                                                             | Dritter Platz                                                                  |
| ---------------- | ----------------- | --------------------------------------------------------------------------- | ------------------------------------------------------------------------- | ------------------------------------------------------------------------------ |
| Zweierbob Frauen | 15. Dezember 2018 | DeutschlandChristin Senkel Tamara Seer                                      | KanadaChristine de Bruin Kristen Bujnowski                                | KanadaAlysia Rissling Bianca Ribi                                              |
| Zweierbob Frauen | 16. Dezember 2018 | KanadaAlysia Rissling Kristen Bujnowski                                     | DeutschlandChristin Senkel Kathleen Heigl                                 | RumänienAndreea Grecu Teodora Andreea Vlad                                     |
| Zweierbob Männer | 12. Dezember 2018 | KanadaJustin Kripps Cam Stones                                              | DeutschlandDennis Pihale Lukas Frytz                                      | RumänienMihai Țentea Nicolae Ciprian Daroczi                                   |
| Zweierbob Männer | 13. Dezember 2018 | KanadaJustin Kripps Benjamin Coakwell                                       | DeutschlandDennis Pihale Lukas Frytz                                      | DeutschlandRichard Oelsner Issam Ammour                                        |
| Viererbob        | 15. Dezember 2018 | KanadaNicholas Poloniato Ryan Sommer Cam Stones Benjamin Coakwell           | DeutschlandJonas Jannusch Bastian Heber Benedikt Hertel Christian Jagusch | RusslandIwan Linjutschjew Sergei Sysojew Pawel Trawkin Dmitri Sachrjapin       |
| Viererbob        | 16. Dezember 2018 | DeutschlandChristoph Hafer Christian Hammers David Golling Tobias Schneider | KanadaJustin Kripps Ryan Sommer Cam Stones Benjamin Coakwell              | DeutschlandDennis Pihale Peter Edem Adeshina Adjayi Niklas Scherer Lukas Frytz |

### Europacup in Winterberg
In der Veltins-Eisarena in Winterberg machte der Bob-Europacup in der Saison 2018/19 zwischen dem 1. und 6. Januar 2019 Station. Es wurden jeweils zwei Rennen im Zweierbob der Frauen und im Viererbob ausgetragen. Zudem wurde ein Zweierbob-Rennen der Männer ausgetragen.
| Disziplin        | Datum          | Erster Platz                                                                  | Zweiter Platz                                                               | Dritter Platz                                                                  |
| ---------------- | -------------- | ----------------------------------------------------------------------------- | --------------------------------------------------------------------------- | ------------------------------------------------------------------------------ |
| Zweierbob Frauen | 5. Januar 2019 | DeutschlandLaura Nolte Levi Deborah                                           | RumänienAndreea Grecu Teodora Andreea Vlad                                  | AustralienBreeana Walker Jamie Scroop                                          |
| Zweierbob Frauen | 6. Januar 2019 | RumänienAndreea Grecu Teodora Andreea Vlad                                    | DeutschlandLaura Nolte Lena Zelichowski                                     | DeutschlandAnne Lobenstein Kathleen Heigl                                      |
| Zweierbob Männer | 4. Januar 2019 | DeutschlandDennis Pihale Lukas Frytz                                          | DeutschlandRichard Oelsner Issam Ammour                                     | DeutschlandChristoph Hafer Christian Hammers                                   |
| Viererbob        | 5. Januar 2019 | DeutschlandChristoph Hafer Christian Hammers Tobias Schneider Matthias Sommer | ItalienPatrick Baumgartner Lorenzo Bilotti Alex Verginer Simone Fontana     | RusslandRostislaw Gaitjukewitsch Iwan Tarasow Nikolai Koslow Dmitri Sachrjapin |
| Viererbob        | 6. Januar 2019 | DeutschlandChristoph Hafer David Golling Tobias Schneider Matthias Sommer     | ItalienPatrick Baumgartner Simone Fontana Alex Verginer Alexi Atchori Essoh | DeutschlandRichard Oelsner Issam Ammour Costa Laurenz Paul Hensel              |

### Europacup in Innsbruck
Der Olympia Eiskanal Igls in Innsbruck war zwischen den 7. und 12. Januar Station des Bob-Europacups 2018/19. Es wurden zwei Rennen im Zweierbob der Frauen und ein Rennen im Zweierbob der Männer ausgetragen. Im Viererbob wurden insgesamt drei Rennen ausgetragen. Die ersten beiden Rennen, welche am 11. Januar ausgetragen wurden, bestanden jeweils nur aus einem Rennen. Während des dritten Rennens wurde auch die Junioren-Europameisterschaft im Viererbob ausgetragen.
| Disziplin        | Datum           | Erster Platz                                                              | Zweiter Platz                                                                          | Dritter Platz                                                                          |
| ---------------- | --------------- | ------------------------------------------------------------------------- | -------------------------------------------------------------------------------------- | -------------------------------------------------------------------------------------- |
| Zweierbob Frauen | 10. Januar 2019 | DeutschlandKim Kalicki Kira Lipperheide                                   | DeutschlandLaura Nolte Levi Deborah                                                    | AustralienBreeana Walker Jamie Scroop                                                  |
| Zweierbob Frauen | 11. Januar 2019 | DeutschlandKim Kalicki Kira Lipperheide                                   | DeutschlandLaura Nolte Lena Zelichowski                                                | RusslandAlena Ossipenko Iokst Aleksandra                                               |
| Zweierbob Herren | 10. Januar 2019 | DeutschlandRichard Oelsner Issam Ammour                                   | RusslandRostislaw Gaitjukewitsch Evgenii Gura                                          | SchweizSimon Friedli Jones Gregory                                                     |
| Viererbob        | 11. Januar 2019 | DeutschlandJonas Jannusch Benedikt Hertel Christian Ebert Christian Röder | RusslandRostislaw Gaitjukewitsch Wladislaw Scharowzew Dmitri Sachrjapin Sergei Sysojew | DeutschlandBennet Buchmüller Nils Dabrunst Bastian Heber Erec Maximilian Bruckert      |
| Viererbob        | 11. Januar 2019 | ItalienPatrick Baumgartner Alex Verginer Simone Fontana Lorenzo Bilotti   | DeutschlandJonas Jannusch Benedikt Hertel Christian Ebert Christian Röder              | RusslandRostislaw Gaitjukewitsch Wladislaw Scharowzew Dmitri Sachrjapin Sergei Sysojew |
| Viererbob        | 12. Januar 2019 | ItalienPatrick Baumgartner Lorenzo Bilotti Alex Verginer Mattia Variola   | RusslandRostislaw Gaitjukewitsch Nikolai Koslow Wladislaw Scharowzew Dmitri Sachrjapin | DeutschlandRichard Oelsner Henrik Bosse Eric Strauss Costa Laurenz                     |

### Europacup in Sigulda
Zwischen den 22. und 26. Januar endete die Saison 2018/19 mit den Europacup in Sigulda. Auf der Rodelbahn Sigulda wurde ein Zweierbob-Rennen der Damen und zwei Zweierbob-Rennen der Männer ausgetragen. Das Damen-Rennen und das zweite Herren-Rennen diente zur Ermittlung der Junioren-Europameister in der jeweiligen Disziplin.
| Disziplin        | Datum           | Erster Platz                                  | Zweiter Platz                            | Dritter Platz                                |
| ---------------- | --------------- | --------------------------------------------- | ---------------------------------------- | -------------------------------------------- |
| Zweierbob Frauen | 25. Januar 2019 | RusslandLjubow Tschernych Julija Belomestnych | RusslandAlena Ossipenko Iokst Aleksandra | FrankreichMargot Boch Carla Sénéchal         |
| Zweierbob Herren | 25. Januar 2019 | DeutschlandChristoph Hafer Tobias Schneider   | LettlandRalfs Bērziņš Dāvis Spriņģis     | SchweizMichael Kuonen Marco Dörig            |
| Zweierbob Herren | 26. Januar 2019 | DeutschlandChristoph Hafer Christian Hammers  | LettlandRalfs Bērziņš Dāvis Spriņģis     | RumänienMihai Țentea Nicolae Ciprian Daroczi |

## Gesamtwertung

### Zweierbob Frauen
| Rang | Pilotin              | Land                | Altenberg        | Königssee         | Königssee         | Winterberg     | Winterberg     | Innsbruck       | Innsbruck       | Sigulda         | Punkte |
| Rang | Pilotin              | Land                | 7. Dezember 2018 | 15. Dezember 2018 | 13. November 2018 | 5. Januar 2019 | 6. Januar 2019 | 10. Januar 2019 | 11. Januar 2019 | 25. Januar 2019 | Punkte |
| ---- | -------------------- | ------------------- | ---------------- | ----------------- | ----------------- | -------------- | -------------- | --------------- | --------------- | --------------- | ------ |
| 01.  | Alena Ossipenko      | Russland            | 07               | 06                | 07                | 04             | 04             | 04              | 03              | 02              | 756    |
| 02.  | Laura Nolte          | Deutschland         | 02               | 04                | 04                | 01             | 02             | 02              | 02              | –               | 752    |
| 03.  | Eveline Rebsamen     | Schweiz             | 06               | 05                | 10                | 06             | 08             | 08              | 04              | –               | 596    |
| 04.  | Breeana Walker       | Australien          | –                | 10                | 09                | 03             | 06             | 03              | 07              | –               | 524    |
| 05.  | Yuliana Timirzyanova | Russland            | –                | –                 | –                 | 07             | 05             | 09              | 09              | 04              | 424    |
| 06.  | Andreea Grecu        | Rumänien            | –                | 08                | 03                | 02             | 01             | –               | –               | –               | 412    |
| 07.  | Melanie Hasler       | Schweiz             | –                | 17                | 17                | 08             | 07             | 12              | 12              | –               | 380    |
| 08.  | Margot Boch          | Frankreich          | –                | 15                | 14                | –              | –              | 10              | 08              | 03              | 362    |
| 09.  | Qing Ying            | Volksrepublik China | –                | 06                | 05                | –              | –              | 07              | 05              | –               | 356    |
| 10.  | Christin Senkel      | Deutschland         | 03               | 01                | 02                | –              | –              | –               | –               | –               | 332    |

### Zweierbob Männer
| Rang | Pilot                    | Land        | Altenberg        | Altenberg        | Königssee         | Königssee         | Winterberg     | Innsbruck       | Sigulda         | Sigulda         | Punkte |
| Rang | Pilot                    | Land        | 6. Dezember 2018 | 7. Dezember 2018 | 12. November 2018 | 13. November 2018 | 6. Januar 2019 | 10. Januar 2019 | 25. Januar 2019 | 26. Januar 2019 | Punkte |
| ---- | ------------------------ | ----------- | ---------------- | ---------------- | ----------------- | ----------------- | -------------- | --------------- | --------------- | --------------- | ------ |
| 01.  | Richard Oelsner          | Deutschland | 05               | 02               | 05                | 03                | 02             | 01              | 12              | 07              | 774    |
| 02.  | Simon Friedli            | Schweiz     | 07               | 05               | 04                | 04                | 06             | 03              | 05              | 04              | 746    |
| 03.  | Mihai Țentea             | Rumänien    | 11               | 03               | 03                | 10                | 09             | 08              | 06              | 03              | 690    |
| 04.  | Rostislaw Gaitjukewitsch | Russland    | 14               | 13               | 08                | 09                | 06             | 02              | 04              | 05              | 658    |
| 05.  | Jonas Jannusch           | Deutschland | 03               | 04               | 07                | 06                | –              | 05              | 07              | DNQ             | 546    |
| 06.  | Michael Kuonen           | Schweiz     | 10               | 12               | 24                | 13                | 12             | 10              | 03              | 08              | 536    |
| 07.  | Denis Pihale             | Deutschland | 08               | 08               | 02                | 02                | 01             | –               | –               | –               | 500    |
| 08.  | Youngjin Suk             | Südkorea    | 15               | 10               | 12                | 17                | 11             | 7               | –               | –               | 384    |
| 09.  | Dāvis Kaufmanis          | Lettland    | 17               | 16               | 17                | 24                | 17             | 17              | 14              | 12              | 366    |
| 10.  | Helvijs Babris           | Lettland    | 16               | 19               | 20                | 26                | 15             | 21              | 12              | 09              | 360    |

### Viererbob
| Rang | Pilot                    | Land        | Altenberg        | Königssee         | Königssee         | Winterberg     | Winterberg     | Innsbruck       | Innsbruck       | Innsbruck       | Punkte |
| Rang | Pilot                    | Land        | 8. Dezember 2018 | 15. November 2018 | 16. November 2018 | 5. Januar 2019 | 6. Januar 2019 | 11. Januar 2019 | 11. Januar 2019 | 12. Januar 2019 | Punkte |
| ---- | ------------------------ | ----------- | ---------------- | ----------------- | ----------------- | -------------- | -------------- | --------------- | --------------- | --------------- | ------ |
| 01.  | Patrick Baumgartner      | Italien     | 05               | 06                | 10                | 02             | 02             | 05              | 01              | 01              | 804    |
| 02.  | Jonas Jannusch           | Deutschland | 03               | 02                | 07                | 06             | 04             | 01              | 02              | 05              | 802    |
| 03.  | Richard Oelsner          | Deutschland | 02               | 05                | 05                | 07             | 03             | 04              | 04              | 03              | 774    |
| 04.  | Rostislaw Gaitjukewitsch | Russland    | 10               | 07                | 14                | 03             | 08             | 02              | 02              | 02              | 724    |
| 05.  | Youngjin Suk             | Südkorea    | 11               | 09                | 10                | 04             | 07             | 07              | 05              | 10              | 644    |
| 06.  | Mihai Țentea             | Rumänien    | 12               | 13                | 18                | 05             | 09             | 08              | 06              | 07              | 584    |
| 07.  | Iwan Linjutschjew        | Russland    | 08               | 03                | 04                | –              | –              | 06              | 08              | 06              | 534    |
| 08.  | Cedric Follador          | Schweiz     | –                | 12                | 15                | 09             | 10             | 12              | 14              | 14              | 440    |
| 09.  | Denis Pihale             | Deutschland | 04               | 04                | 03                | DNQ            | 05             | –               | –               | –               | 386    |
| 10.  | Dmitri Popow             | Russland    | 06               | 08                | 16                | 08             | 06             | –               | –               | –               | 384    |

### Kombinationswertung
| Rang | Pilot                    | Land        | Zweierbob | Viererbob | Punkte |
| ---- | ------------------------ | ----------- | --------- | --------- | ------ |
| 01.  | Richard Oelsner          | Deutschland | 774       | 774       | 1548   |
| 02.  | Rostislaw Gaitjukewitsch | Russland    | 658       | 724       | 1382   |
| 03.  | Jonas Jannusch           | Deutschland | 546       | 802       | 1348   |
| 04.  | Mihai Țentea             | Rumänien    | 690       | 584       | 1274   |
| 05.  | Patrick Baumgartner      | Italien     | 236       | 804       | 1040   |
| 06.  | Youngjin Suk             | Südkorea    | 384       | 644       | 1028   |
| 07.  | Simon Friedli            | Schweiz     | 746       | 208       | 0954   |
| 08.  | Iwan Linjutschjew        | Russland    | 358       | 534       | 0892   |
| 09.  | Denis Pihale             | Deutschland | 500       | 386       | 0886   |
| 10.  | Dmitri Popow             | Russland    | 348       | 384       | 0732   |